# 19e Match des étoiles de la Ligue nationale de hockey
Match précédent Match suivant
Le 19e Match des étoiles de la Ligue nationale de hockey fut tenu le 20 octobre 1965 au domicile des Canadiens de Montréal, le Forum de Montréal. L'étoile de la rencontre fut Gordie Howe des Red Wings de Détroit qui obtint deux buts et deux mentions d'assistance.

## Effectif

### Étoiles de la LNH
- Entraîneur-chef : Billy Reay ; Blackhawks de Chicago.

Gardiens de buts :
- 24 Glenn Hall ; Blackhawks de Chicago.

Défenseurs :
- 02 Bobby Baun ; Maple Leafs de Toronto.
- 03 Harry Howell ; Rangers de New York.
- 04 Bill Gadsby ; Red Wings de Détroit.
- 05 Marcel Pronovost ; Red Wings de Détroit.
- 06 Ted Green ; Bruins de Boston.
- 14 Doug Mohns ; Blackhawks de Chicago.
- 18 Pierre Pilote ; Blackhawks de Chicago.

Attaquants
- 07 Bobby Hull, AG ; Blackhawks de Chicago.
- 08 Norm Ullman, C ; Red Wings de Détroit.
- 09 Gordie Howe, AD ; Red Wings de Détroit.
- 10 Alex Delvecchio, C ; Red Wings de Détroit.
- 11 Ron Ellis, AD ; Maple Leafs de Toronto.
- 12 Vic Hadfield, AG ; Rangers de New York.
- 15 Rod Gilbert, AD ; Rangers de New York.
- 16 Murray Oliver, C ; Bruins de Boston.
- 21 Johnny Bucyk, AG ; Bruins de Boston.
- 22 Frank Mahovlich, AG ; Maple Leafs de Toronto.
- 23 Eric Nesterenko, AD ; Blackhawks de Chicago.

### Canadiens de Montréal
- Entraîneur-chef : Toe Blake.

Gardiens de buts
- 01 Charlie Hodge.
- 30 Gump Worsley.

Défenseurs :
- 02 Jacques Laperrière.
- 03 Jean-Claude Tremblay.
- 10 Ted Harris.
- 17 Jean-Guy Talbot.
- 19 Terry Harper.

Attaquants :
- 04 Jean Béliveau, C.
- 06 Ralph Backstrom, C.
- 08 Dick Duff, AG.
- 11 Claude Larose, AD.
- 14 Claude Provost, AD.
- 15 Bobby Rousseau, AD.
- 16 Henri Richard, C.
- 20 Dave Balon, AG.
- 21 Gilles Tremblay, AG.
- 22 John Ferguson, AG.
- 24 Gordon Berenson, C.
- 26 Jim Roberts, AD.

## Feuille de match
| No | Score            | Équipe           | Buteur (Passeur(s))             | Temps            |                  |
| Première période | Première période | Première période | Première période                | Première période | Première période |
| --- | ---------------- | ---------------- | ------------------------------- | ---------------- | ---------------- |
| Aucun but |                  |                  |                                 |                  |                  |
| Pénalité : Gadsby (LNH) interférence 0:48 ; Béliveau (Mtl) accroché 7:13 ; Harris (mtl) interférence 9:48 ; Larose (Mtl) rudesse 13:27 ; Pronovost (LNH) retenu 16:08 ; Harris (Mtl) retenu 16:33. |                  |                  |                                 |                  |                  |
| Deuxième période |                  |                  |                                 |                  |                  |
| 1 | 0-1              | Montréal         | Béliveau (Duff - Rousseau)      | 6:48             |                  |
| 2 | 0-2              | Montréal         | Laperrière (Backstrom - Larose) | 11:00            |                  |
| 3 | 1-2              | LNH              | Ullman (Hull - Howe)            | 12:40            |                  |
| 4 | 2-2              | LNH              | Hull (Howe - Oliver)            | 16:35 AN         |                  |
| 5 | 3-2              | LNH              | Howe (Ullman - Baun)            | 19:19            |                  |
| Pénalité : Balon (Mtl) retenu 16:31 |                  |                  |                                 |                  |                  |
| Troisième période |                  |                  |                                 |                  |                  |
| 6 | 4-2              | LNH              | Bucyk (Gadsby - Oliver)         | 10:01            |                  |
| 7 | 5-2              | LNH              | Howe                            | 18:39 DN         |                  |
| Pénalité : Elis (LNH) rudesse 6:20 ; Ferguson (Mtl) rudesse 11:57 ; Howell (LNH) retenu 14:31 ; Howell (LNH) rudesse 18:31.                                                                        |                  |                  |                                 |                  |                  |

Gardiens :
- LNH : Hall (60:00).
- Montréal : Worsley (30:46, a joué 9:37 en 1re, 10:45 en 2e et 10:26 en 3e période), 
 Hodge (29:14, a joué 10:23 en 1re, 9:15 en 2e et 9:36 en 3e période).

Tirs au but :
- LNH (25) 08 - 12 - 05
- Montréal (41) 13 - 14 - 14

Arbitres : Art Skov
Juges de ligne : Neil Armstrong, Matt Pavelich